# Laag-magnetische elektromotor
Een laag-magnetische of a-magnetische elektromotor is een draaistroom- of gelijkstroommotor met een gereduceerde magnetische signatuur, die geringe strooivelden genereert.

## Omschrijving

Diverse soorten zeemijnen

Een laag-magnetische of a-magnetische elektromotor wordt gebruikt aan boord van mijnenjagers, mijnenvegers en specifieke typen onderzeeërs. Sinds ongeveer honderd jaar behoren zeemijnen tot een gevestigd onderdeel van maritieme oorlogsvoering. Moderne zeemijnen reageren op magnetische, akoestische en druksignalen. De verreweg belangrijkste ontwikkeling hierin was de introductie van het magnetisch geïnitieerde ontstekingsprincipe, dat gebruik maakt van veranderende magnetische strooivelden door voorbijvarende schepen. Zeemijnen met magnetische ontstekingen zijn effectief, goedkoop en gemakkelijk in te zetten en gebruiken. Een elektromotor produceert een tweetal magnetische strooivelden: een dynamisch strooiveld, gedurende in bedrijf en een statisch residu- of rest-magnetisch veld na stoppen en tijdens stilstand. Om zichtbaarheid en herkenning van het schip te voorkomen en detectie door een zeemijn te voorkomen, is het noodzakelijk deze twee magnetische signaturen van een elektromotor, aan boord van voorgenoemde schepen, zo veel mogelijk te verminderen.

## Signatuur

Magnetische strooivelden

Elektromotoren genereren interne magnetische velden, met als gevolg dat de rotor draait binnen de stator. Een aanzienlijk deel van de opgewekte magnetische velden verspreidt zich naar de buitenzijde van de behuizing. Dit zijn de zogenaamde magnetische strooivelden, die relatief eenvoudig kunnen worden gedetecteerd. Tijdens het in bedrijf zijn van een elektromotor wordt tevens luchtgeluid en structuurgeluid geproduceerd. Het voornaamste doel bij laag-magnetische motoren is al deze signaturen zo veel mogelijk te reduceren om detectie van deze magnetische, akoestische en druksignaturen te verhinderen. Met als gevolg dat marineschepen in een stille modus, of "stealth mode" kunnen opereren waarbij ze niet direct zichtbaar zijn.

### Laag-magnetisch

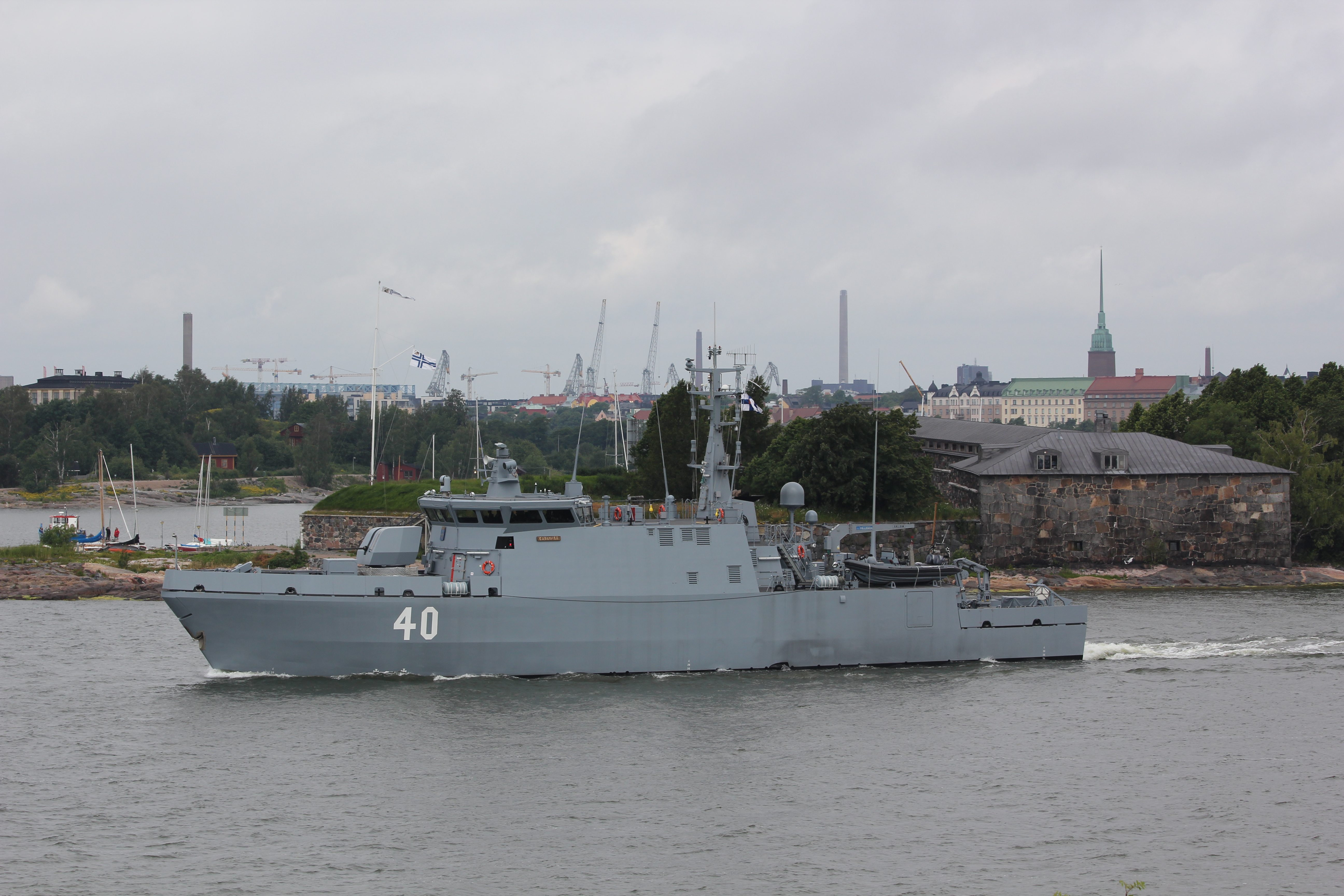
Mijnenjager

Laag-magnetische of a-magnetische elektromotoren worden zo ontworpen, dat de uitgezonden magnetische strooivelden zo veel mogelijk worden geëlimineerd en de magnetische signatuur wordt gereduceerd. Laag-magnetische elektromotoren worden daarom geproduceerd uit zo min mogelijk magnetische materialen. De onderdelen en componenten die worden gebruikt tijdens de fabricage van deze elektromotoren, worden geselecteerd uit materialen met een lage magnetische permeabiliteit. Er bestaan verder drie belangrijke methodieken om de magnetische strooivelden verder te reduceren: een aangepaste elektrische en magnetische layout van rotor, stator en wikkeling; elektromagnetische afscherming en additionele magnetische compensatiespoelen. Reductie en manieren om die te bereiken zijn beschreven in de Amerikaanse defensiestandaard of norm DOD-STD-2146, de Britse standaard 02-217 en de Duitse standaard BV3013. Verdere vermindering van magnetische strooivelden van de elektromotor alsook het schip kan worden bereikt door het gebruik van demagnetiseerspoelen.

### Luchtgeluid
De voornaamste bron van luchtgeluid bij een elektromotor is de koelventilator. Reductie van het luchtgeluid kan worden bereikt door een lagere of verminderde luchtsnelheid. Een alternatief is het gebruik van water- of oliegekoelde elektromotoren. De luchtgeluidniveaus van diverse apparaten aan boord van marineschepen zijn onder andere vastgelegd in de Amerikaanse defensienorm MIL-STD-1474D, de Britse standaard 02-813 of de Indiase standaard NES847.

### Constructiegeluid
Constructiegeluid bij elektromotoren is het gevolg van onnauwkeurigheden in de kogellagers, frequenties van de rotorgroef, mechanische- en magnetische onbalans en onjuiste rotor/stator groefcombinaties met geluid tot gevolg. Deze kleine mechanische trillingen kunnen door een aantal maatregelen bij het ontwerp van de elektromotoren worden verminderd. Een juiste rotor/stator groefcombinatie, juist geselecteerde precisiekogellagers, gereduceerde magnetische verzadiging in de stator verminderen de geluidniveaus in verschillende gebieden van het geproduceerde frequentiespectrum. Methodes voor het meten van constructiegeluid en de acceptatiecriteria zijn vastgelegd in de Amerikaanse defensiestandaard MIL-STD-704-2(SH) en de Britse standaard 02-813.

### Trillingen (intern opgewekt)
Mechanische onbalans van de rotor leidt tot trillingen of resonanties. Deze trillingen resulteren in geluid, beïnvloeden de juiste werking of leiden tot schade aan de constructie van een elektromotor of delen daarvan. Om deze trillingen reduceren moeten motoren nauwkeurig worden gebalanceerd zoals is vastgelegd in de Amerikaanse defensiestandaard MIL-STD-167A.

### Trillingen (extern opgewekt)
Elektromotoren aan boord van marineschepen kunnen schok- en trilbelasting te verduren krijgen. Een solide constructie van de motor en de toepassing van de juiste materialen zorgt ervoor dat laag-magnetische elektromotoren deze uitwendige invloeden zonder schade doorstaan. Dit noemt men de actieve bescherming. De passieve bescherming is het toepassen van schok- en trillingsdempers op de elektromotoren of als geheel op de aan te drijven installatie waarmee het gevolg van schokken en vibraties wordt verminderd.

### Schok

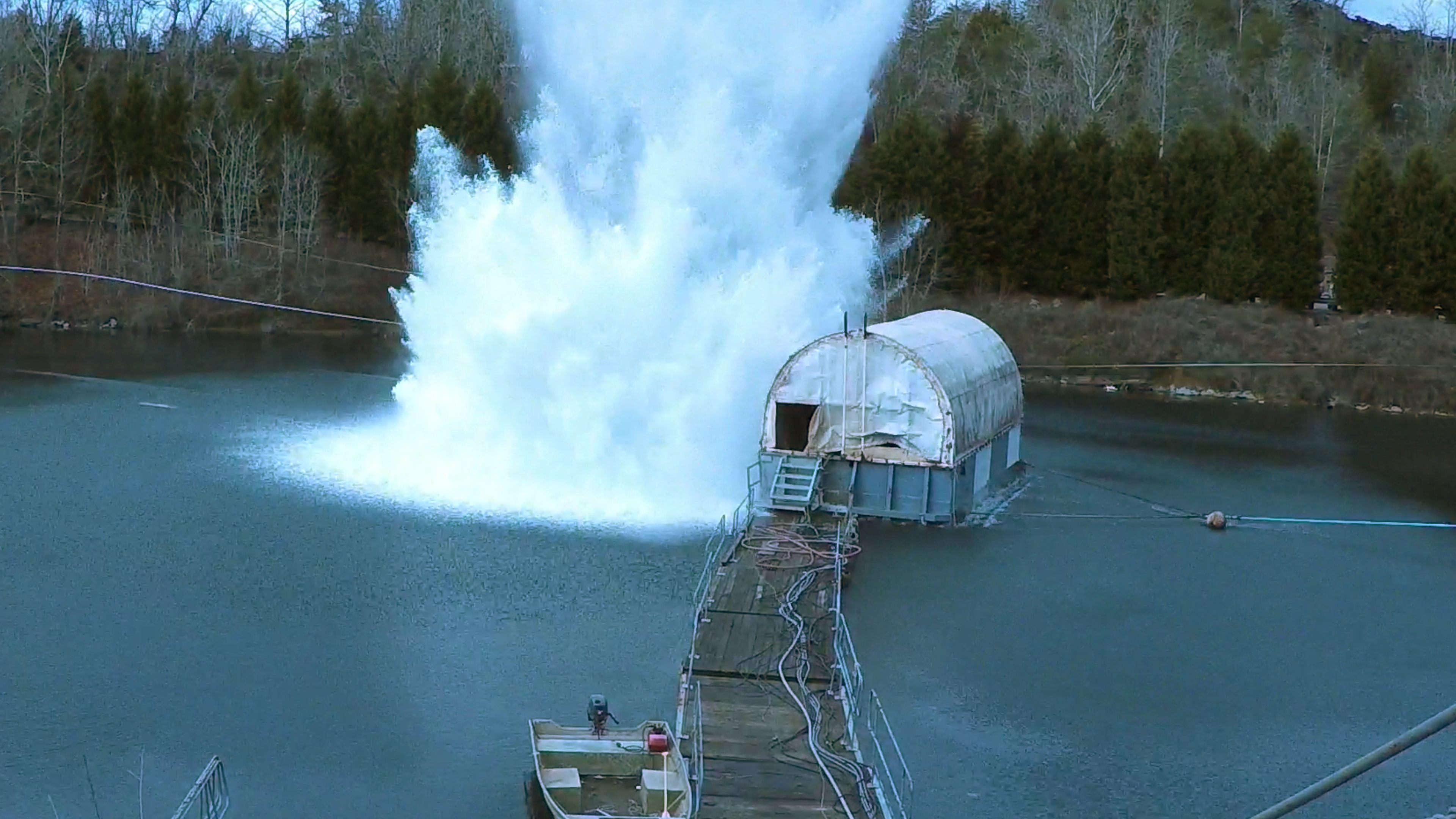
"Barge" schoktest

Als gevolg van de toepassing op marineschepen kunnen installaties aan boord van mijnenjagers, -vegers en onderzeeërs blootgesteld worden aan onderwaterexplosies. Laag-magnetische elektromotoren dienen derhalve schokbestendig of schokvast te zijn. Schokeisen voor marineschepen zijn vastgelegd in bijvoorbeeld de Amerikaanse defensiestandaard NAVSEA-908-LP-000-3010 (Rev1). Apparatuur aan boord van marineschepen is gespecificeerd in diverse normen, zoals de Amerikaanse defensie MIL-STD-901D, de Britse en Indiase BR3021 of de Duitse BV 0230. Een aanzienlijk deel van de testen en metingen zijn vastgelegd in de Amerikaanse defensiestandaard of norm MIL-STD-810. Schoktesten op diverse apparatuur en installaties wordt veelal uitgevoerd door gespecialiseerde laboratoria, zoals TNO, NTS Navy, Thales-ECC of QinitiQ.

## Externe links

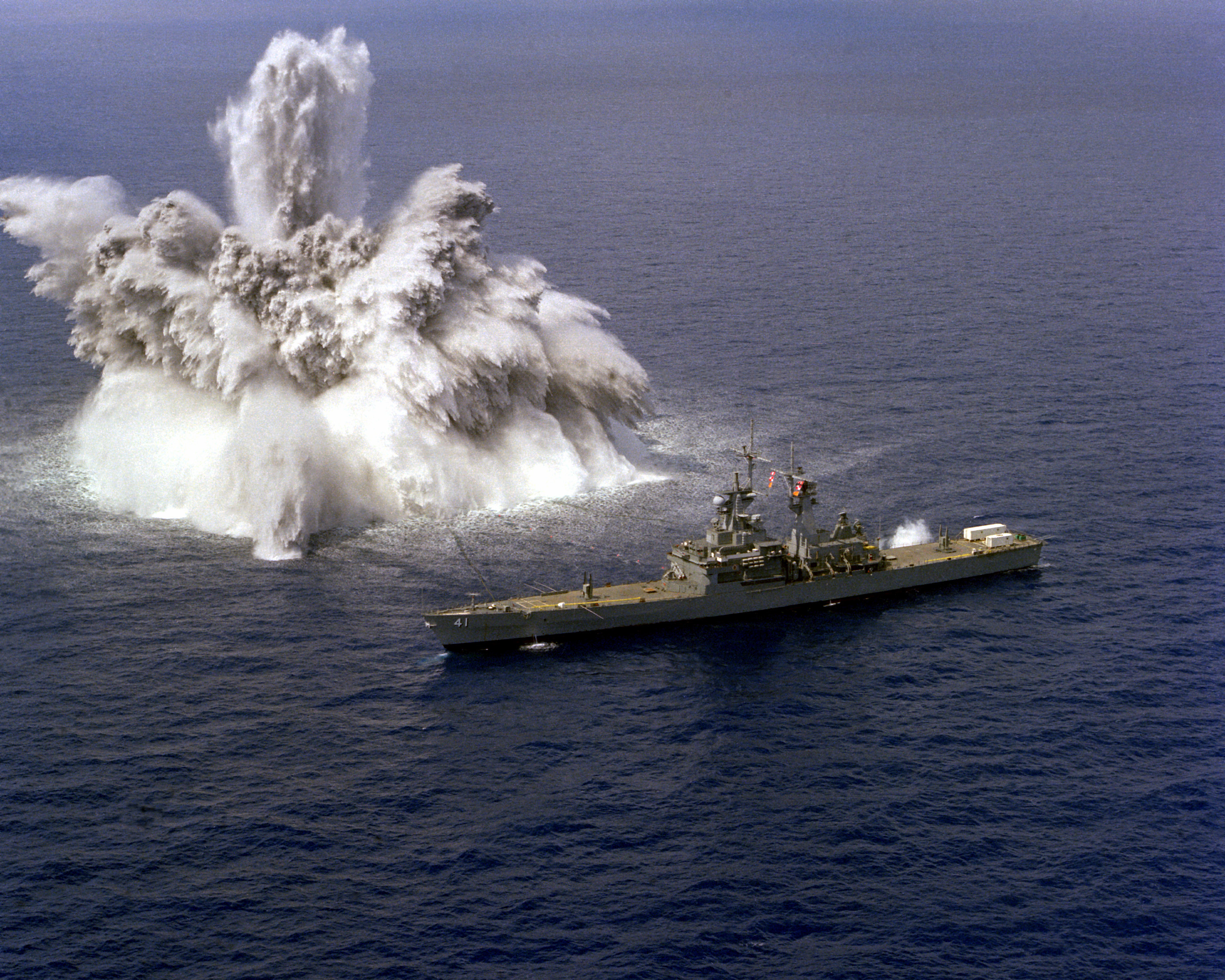
Schoktest op een marineschip

## Marineschepen met laag-magnetische motoren
- Dokkum klasse mijnenjagers
- Tripartite klasse mijnenjagers
- Sandown klasse mijnenjagers
- Osprey klasse mijnenjagers
- Visby klasse korvetten